# Dyanne Thorne
Dyanne Thorne, född 14 oktober 1936 i Greenwich, Connecticut, död 28 januari 2020 i Las Vegas, Nevada, var en amerikansk skådespelare som är mest känd för att ha spelat titelrollen i en rad ökända filmer om Ilsa på 1970-talet. Rollen som storbystad mansslukerska i flera liknande exploations- och sleazefilmer gjorde att hon drabbades av typecasting och hon hade svårt att få roller där hon inte visade sig naken. Hennes sista filmroll var som James Belushis transsexuella pappa i filmen Real Men, 1987. Efter karriären var hon  vigselförrättare i Las Vegas tillsammans med sin man Howard Maurer.
Den danska musikgruppen Sort Sol har gjort en låt med titeln "Dyanne Thorne" på albumet Flow My Firetear (1991).

## Filmografi (urval)
- Real Men (1987)
- Hellhole (1985)
- Ilsa, the Tigress of Siberia (1977)
- Ilsa, the Wicked Warden (1977)
- Ilsa, Harem Keeper of the Oil Sheiks (1976)
- Ilsa, She Wolf of the SS (1975)
- Bloof Sabbath (1972)
- The Erotic Adventures of Pinocchio (1971)
- Point of Terror (1971)
- Sin in the Suburbs (1964)